# Нејасна лопта
Нејасне лопте су теоретисане од стране научника који се воде теоријом суперструна као прави квантни опис црних рупа. Ова теорија решава два тврдоглава проблема које класичне црне рупе постављају модерним физичарима:
1. Информацијски парадокс црних рупа у чему је квантна информација везана материјом која пропада и енергија потпуно нестаје у сингуларитету; то јесте, црна рупа не би доживела никакве физичке промене у својој композицији без обзира на природу онога што је упало у њу.
2. Сингуларитет у центру црне рупе, где конвенционална теорија о црним рупама тврди да постоји неограничено закривљење простор-времена због неодређено јаког гравитационог поља региона са нула волуменом. Модерна физика није употребљива када су такви параметри бесконачни или равни нули.[1]

Теорија нејасних лопти замењује сингуларитет у срцу црне рупе постављањем теорије да је цео регион унутар хоризонта догађаја црне рупе у ствари лопта сачињена од физичке струне, који су унапређени у градивне блокове материје и енергије. За струне се сматра да су грудве енергије које вибрирају на комплексне начине у три физичке просторне димензије као и у компактним правцима - додадне димензије испреплетене у квантној пени.

## Физичке карактеристике
Самир Матур са Универзитета у Охају, заједно са Олегом Лунином, је путем два истраживачка рада из 2002. године предложио да су црне рупе у ствари сфере струна са одређеном величином; оне нису сингуларитет, што класични став сматра да су бездимнзионе, да јој тачка волумена заузима вредност нуле ка којој је концентрисана потпуна маса црне рупе.
Теорија струна тврди да фундаментални састојци субатомских честица, међу које спадају носачи силе, лептони, фотони и глуони, а сви се састоје из једнодимензионалне струне енергије које заузима своју густину вибрирајући у различитим видовима и на различитим фреквенцијама. Врло необичан поглед на црне рупе као што је сингуларитет, малу нејасну лопту сматра врло густом неутронском звездом у којој су се неутрони разложили, или “отопили,” ослобађајући кваркове (струне, по теорији струна) који је сачињавају. Према томе, нејасне лопте се могу сматрати најекстремнијим обликом дегенерисане материје.
Пошто је хоризонт догађаја класичне црне рупе сматран врло добро дефинисаним и јасним, Матур и Лунин су даље прорачунали да би хоризонт догађаја једне нејасне лопте, на врло малој размери (вероватно према неколико Планкових дужина), био врло сличан магли: нејасан, те је по томе и назван "нејасна лопта". Такође су открили и да би физичка површина нејасне лопте имала пречник хоризонта догађаја класичне црне рупе; за оба, Шварзчилд радијус за црну рупу звездане масе средње величине од 6.8  соларних маса износи 20 километара.
Са класичним црним рупама, за објекте који пролазе кроз хоризонт догађаја на путу ка сингуларитету се сматра да они улазе у царство закривљеног простор-времена где брзина бега превазилази брзину светлости. То је царство које је лишено икакве структуре. Даље, у сингуларитету, срцу класичне црне рупе, за простор-време се сматра да има бесконачно закривљење (то јест, за гравитацију се сматра да има бесконачан интензитет), с обзиром да се за његову масу сматра да се скупила до нулте запремине (инфинтезималне), где има бесконачну густину. Такви бесконачни услови су проблематични за познату физику јер у оваквим случајевима кључни прорачуни потпуно колапсирају. У случају нејасне лопте, међутим, за струне које обухватају објекат се верује да пртосто падају и апсорбоване су у површину нејасне лопте, који кореспондира хоризонту догађаја—прагу на којем је брзина бега једнака брзини светлости.
Нејасна лопта јесте црна рупа; за простор-време, фотони, и све друго што није потпуно блиско површини нејасне лопте се сматра да је погођено на скоро исти начин као и класична црна рупа са сингуларитетом у свом центру. Класичне црне рупе и нејасне лопте се разликују само на квантном нивоу; то јест, разликују се само у својој унутрашњој композицији, као и по томе како утичу на визуелне честице које се формирају у близини хоризонта догађаја. Теорија нејасних лопти се међу онима који је подржавају сматра правим квантним описом црних рупа.
-->
С обзиром да је запремина нејасних лопти једна функција Шварзчилд радијуса (2,954 метара по соларној маси), нејасне лопте имају променљиву густину која се смањује обрнуто сразмерно квадрату њихове масе (дупла маса је и дупли пречник, који је осам пута већи од волумена, што резултује у једној‑четвртини густине). Типична нејасна лопта би имала средњу густину од 4,0×1017 kg/m3.  Иако су овакве густине скоро па незамисливо екстремне, оне су, математички говорећи, бесконачно далеко од бесконачне густине, иако су густине типичних нејасних лопти густине звезда су скоро па исте као и неутронске звезде.—Њихове густине су много редова величине мање од Планкове густине од (5,155×1096 kg/m3), што је еквивалентно маси универзума упакованој у запремину једног атомског нуклеуса.
Нејасна лопта постаје мање густа како се њена маса увећава због фракцијске тензије. Када материја или енергија (струна) падне на нејасну лопту, више струна није просто додато нејасној лопти; струне се стапају заједно, и на тај начин, све квантне информације падајућих струна постају део већих, комплекснијих струна. Због фракцијске тензије, тензија струна се експоненцијално смањује како постаје комплекснија, са више видова вибрација, спадајући до знатних дужина. “Математичка лепота” формула теорија струна које су Матур и Лунин искористили се заснива на томе како вредности фракционе тензије стварају радијус нејасне лопте који је прецизно један Шварзчилд радијус, које је Шварзчилд прорачунао користећи се потпуно другачијом математичком техником 87 година раније.
Због правила о обрнутом квадрату велике густине, не морају све нејасне лопте имати незамисливе густине. Такође постоје и супермасивне црне рупе, које се налазе у центру скоро свих галаксија. Стрелац A*, црна рупа у центру Млечног пута наше галаксије, има 4,3 милиона соларне масе. То је у ствари нејасна лопта, има средњу густину “само” 51 пут већу од средње густине злата. Са 3,9 милијарди соларне масе, нејасна лопта би имала пречник од 77 астрономских јединица—скоро исте величине као и хелиопауза хелиосфере нашег сунчевог система—и средњу густину једнаку густини атмосфере Земље на нивоу мора (1.2 kg/m3).
Без обзира на масу нејасне лопте и резултантне густине, одлучујући фактор који утврђује где лежи њена површина је праг на којем је брзина бега нејасне лопте једнака брзини светлости. Брзина бега, као што и само име говори, јесте брзина коју тело мора достигнути да би побегло од масивног објекта. За Земљу, она износи 11.2 km/s. У другом правцу, брзина бега великог објекта је једнака брзини судара постигнутој падајућим телом које пада са ивице сфере масивног објекта гравитационог утицаја. Стога, хоризонти догађаја—и за класичне црне рупе и за нејасне лопте—леже тачно на тачки где је простор-време толико измењен да падајућа тела само достижу брзину светлости. Према Алберту Ајнштајну, кроз његову специјалну теорију релативитета, брзина светлости је максимална дозвољена брзина у временском простору. Са овом брзином, падајуће материје и енергије се сударају са површином нејасне лопте и бивају ослобођене, самосталне струне доприносе стварању нејасних лопти.

## Информацијски парадокс
Класичне црне рупе стварају проблем за физику познат по имену информацијски парадокс црних рупа, проблем који је први пут споменуо 1972. године Џејкоб Бекенстејн, да би га касније популаризовао Стивен Хокинг. Информацијски парадокс се рађа из схватања да сва квантна природна информација материје и енергије која пада у класичну црну рупу се сматра да ће потпуно нестати ка сингуларитету запремине једнаке нули у свом центру. На пример, црна рупа која се храни звезданом атмосфером (протони, неутрони и електрони) са оближње звезде пратиоца би требало да, када би поштовала познате законе квантне физике, технички прерасте у објекат различите композиције од оне која се храни светлошћу (фотонима) са оближњих звезда. Али ипак, импликације теорије о класичној црној рупи су неизбежне: поред чињенице да би две класичне црне рупе постале растуће масивне због материје и енергије које упадају у њих, не би доживеле никакве промене у својим релативним композицијама због тога што њихови сингуларитети немају композицију. Бекенстајн је забележио да овај теоретички исход пркоси закон реверзибилности квантне механике, чија је основа да квантна информација не сме бити изгубљена ни у каквом процесу. Ово поље студија се данас назива термодинамика црних рупа.
Чак и када квантна информација не би била уништена у сингуларитету класичне црне рупе и када би некако још увек постојала, квантни подаци не би могли да се попињу уз безгранични гравитациони интензитет да би достигли површину свог хоризонта догађаја и побегли. Хокингова радијација (до сада неоткривене честице и фотони за које се сматра да су емитовани из непосредне близине црних рупа) не би могла да заобиђе информацијски парадокс; само би открила масу, момент импулса и наелектрисање класичних црних рупа. За Хокингову радијацију се сматра да је створена када се виртуалне честице—честица/античестица парови свих врста, као и фотони, који су своје личне античестице—стварају врло близу хоризонта догађаја, те се један члан пара честица окреће, док други успева да побегне.
Теорија нејасне лопте побољшана од стране Матура и Лунина задовољава закон реверзибилности јер је природа квантума свих ствари које падају у нејасну лопту сачувана како се нове струне додају стварању нејасне лопте; никаква квантна информација не би исчезла. Такође, овај аспекат теорије је подложан тестирању, с обзиром да њено главно начело тврди да квантни подаци нејасне лопте не остају заробљени у њеном центру, али достижу своју нејасну површину, те да Хокингова радијација односи ову информацију, што је кодирано у деликатним корелацијама између одлазећих квантума.